# Ratusz w Skwierzynie
Ratusz w Skwierzynie – neorenesansowy budynek z pierwszej połowy XIX wieku; wybudowany na miejscu wcześniejszej, szesnastowiecznej konstrukcji. Odbudowany po wielkim pożarze z 21 września 1821 roku (dzień św. Mateusza), uroczyście oddany do użytku 15 października 1841 roku.
Autorem projektu skwierzyńskiego ratusza był najprawdopodobniej Friedrich August Stüler z Berlina. Na początku XIX wieku był to jeden z najbardziej znanych i cenionych niemieckich architektów. W 1888 roku budynek był siedzibą powiatu skwierzyńskiego, urzędu stanu cywilnego, sądu okręgowego, komisarza policji, urzędu celnego i nadleśnictwa królewskiego.
W 1945 roku, podczas II wojny światowej, do miasta wkroczyła Armia Czerwona. Walki prowadzone o miasto spowodowały zniszczenie większości budynków użyteczności publicznej i domów mieszkalnych. Ratusz ocalał, ponieważ żołnierze radzieccy urządzili w nim magazyn.
Od 1975 roku w budynku znajduje się Urząd Miasta i Gminy, a od 1990 roku urzęduje w nim burmistrz Skwierzyny. W 2006 roku elewacja skwierzyńskiego ratusza została poddana gruntownej renowacji. Przedsięwzięcie to otrzymało wyróżnienie w XI Edycji Ogólnopolskiego Konkursu „Modernizacja Roku 2006" w kategorii „Elewacje i Termorenowacje”.
Wewnątrz zachowało się kilka zabytkowych mebli pochodzących z lat 30. XIX wieku, klasycystyczne: kredens, zegar, biurko i biblioteczka.
Codziennie o godzinie 12:00 z wieży ratusza rozbrzmiewa hejnał Skwierzyny skomponowany przez Wiesława Markowskiego.

## Literatura
- Kirmiel Andrzej, Skwierzyna – miasto pogranicza: historia miasta do 1945 roku, Bydgoszcz 2004, ISBN 83-918939-4-4